# Пхеньян
39°02′ пн. ш. 125°45′ сх. д. / 39.033° пн. ш. 125.750° сх. д.
Пхенья́н (Ханча: 平壤直轄市; Хангиль: 평양 직할시, P'yŏngyang, вимова [pʰjʌŋ.jaŋ]) — столиця Північної Кореї, розташована на березі річки Тедонган (за 89 км від його гирла), яка впадає в Жовте море. 
Офіційне населення міста не розголошується, останні дані станом на 1993 рік дають дані у 2 741 260 мешканців, за оцінками Chongryon, японської про-північнокорейської організації, станом на 2003 рік воно становило близько 3,8 млн. 
Місто було виділено в окрему адміністративну одиницю з провінції Пхьонан-Намдо (Південний Пхьонан) у 1946 році, зараз це місто прямого підпорядкування (Chikhalsi), на такому ж рівні, як провінції Північної Кореї.

## Історія
Пхеньян є одним з найстаріших міст Корейського півострова. Згідно з легендами, місто було засноване у 1122 році до н. е. як столиця держави Кочосон, яку заснував Тангун — напівлегендарний прабатько корейського народу. У давнину місто було відоме як Вандо або Сеогьон.
У 427 році н. е. Пхеньян став столицею королівства Когурьо, однієї з Трьох держав Кореї. Протягом століть місто зазнавало численних нападів і руйнувань, зокрема з боку китайських династій та японських загарбників.
Після падіння Когурьо у VII столітті, Пхеньян втратив свій статус столиці, але залишався важливим культурним і адміністративним центром у складі наступних держав — Сілла, Корьо та Чосон.
У XIX столітті місто стало одним з перших осередків християнства в Кореї і отримало прізвисько «Східний Єрусалим».
Після завершення Другої світової війни в 1945 році та поділу Кореї по 38-й паралелі, Пхеньян став столицею Корейської Народно-Демократичної Республіки (КНДР), офіційно проголошеної у 1948 році під керівництвом Кім Ір Сена.
Під час Корейської війни (1950–1953) місто було майже повністю зруйноване внаслідок бомбардувань, але згодом відбудоване за допомогою СРСР і КНР у характерному стилі соціалістичного реалізму. З того часу Пхеньян став центром політичного, військового й ідеологічного життя КНДР, символом влади династії Кімів і одним із найзакритіших міст світу.

## Географія

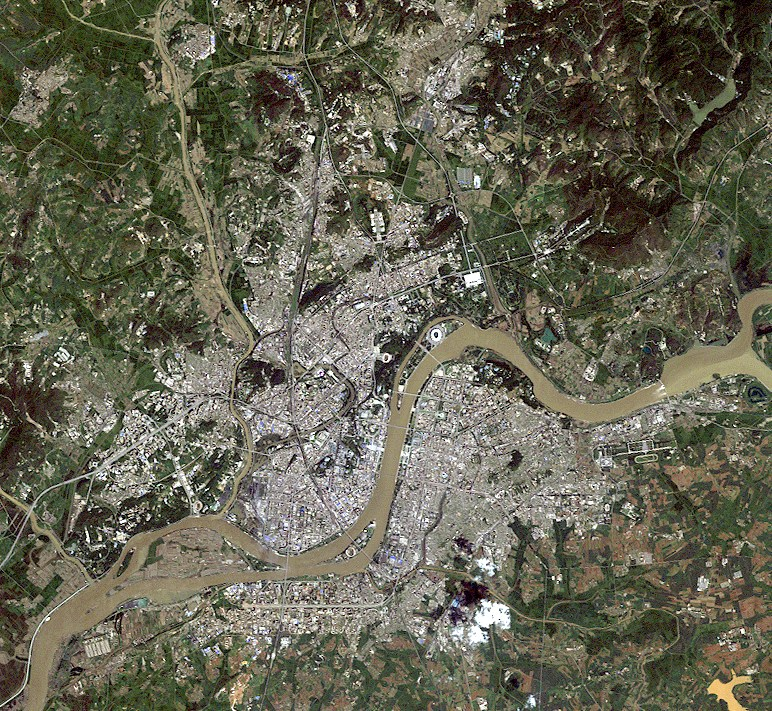
Космічний знімок Пхеньяна (22 серпня 2007, супутник LandSat-5)

Пхеньян розташовано у західно-центральній частині Північної Кореї. Місто розташоване на плоскій рівнині за 50 кілометрів на схід від Корейської затоки Жовтого моря. Річка Тедонган тече на південний захід через місто в бік Корейської затоки. Пхеньянська рівнина, де місто розташоване, є однією з двох великих рівнин на західному узбережжі Корейського півострова, інша рівнина — Чанен. Обидві мають площу близько 500 квадратних кілометрів

## Клімат
У Пхеньяні вологий континентальний клімат  (Dwa за класифікацією кліматів Кеппена) або мусонний клімат (за класифікацією Алісова). Середня температура січня становить -5,8 °C, липня — +24,7 °C. Опадів у рік випадає 940 мм.
Взимку холодні, сухі вітри приносять у Пхеньян холод із Сибіру. Температура нижче нуля спостерігається в період із листопада по початок березня. Зима звичайно набагато сухіша, ніж літо, а сніг випадає в середньому на 37 днів.
Перехід із холодної, сухої зими на тепле, вологе літо відбувається доволі швидко в період із квітня по початок травня, у кінці жовтня і листопаді спостерігається різке повернення до зимових умов. Літо зазвичай жарке і вологе, що обумовлено дією східноазійського мусону з червня по серпень. 
| Клімат (1971–2000, 1907–2016)              | Клімат (1971–2000, 1907–2016) | Клімат (1971–2000, 1907–2016) | Клімат (1971–2000, 1907–2016) | Клімат (1971–2000, 1907–2016) | Клімат (1971–2000, 1907–2016) | Клімат (1971–2000, 1907–2016) | Клімат (1971–2000, 1907–2016) | Клімат (1971–2000, 1907–2016) | Клімат (1971–2000, 1907–2016) | Клімат (1971–2000, 1907–2016) | Клімат (1971–2000, 1907–2016) | Клімат (1971–2000, 1907–2016) | Клімат (1971–2000, 1907–2016) |
| Показник                                   | Січ.                          | Лют.                          | Бер.                          | Квіт.                         | Трав.                         | Черв.                         | Лип.                          | Серп.                         | Вер.                          | Жовт.                         | Лист.                         | Груд.                         | Рік                           |
| Абсолютний максимум, °C                    | 11,0                          | 15,9                          | 22,5                          | 29,3                          | 35,2                          | 37,1                          | 37,2                          | 36,7                          | 34,6                          | 28,9                          | 23,2                          | 14,3                          | 37,2                          |
| Середній максимум, °C                      | −0,8                          | 2,4                           | 8,9                           | 17,1                          | 22,6                          | 26,7                          | 28,6                          | 28,9                          | 24,7                          | 18,2                          | 9,4                           | 1,7                           | 15,7                          |
| Середня температура, °C                    | −5,8                          | −2,7                          | 3,6                           | 11,0                          | 16,8                          | 21,6                          | 24,7                          | 24,7                          | 19,5                          | 12,5                          | 4,6                           | −2,8                          | 10,7                          |
| Середній мінімум, °C                       | −10,7                         | −7,8                          | −1,8                          | 4,9                           | 10,9                          | 16,5                          | 20,7                          | 20,5                          | 14,3                          | 6,7                           | −0,3                          | −7,2                          | 5,6                           |
| Абсолютний мінімум, °C                     | −28,5                         | −23,4                         | −18,8                         | −4,5                          | 1,4                           | 7,0                           | 12,3                          | 12,3                          | 2,7                           | −6,6                          | −19,9                         | −30,2                         | −30,2                         |
| Середня кількість сонячних годин на місяць | 184                           | 197                           | 231                           | 237                           | 263                           | 229                           | 181                           | 204                           | 222                           | 214                           | 165                           | 165                           |                               |
| Норма опадів, мм                           | 12.2                          | 11.0                          | 24.7                          | 49.9                          | 72.2                          | 90.3                          | 275.2                         | 212.8                         | 100.2                         | 39.9                          | 34.9                          | 16.5                          | 939.8                         |
| Днів з опадами                             | 5,2                           | 4,2                           | 5,1                           | 6,7                           | 8,1                           | 8,7                           | 14,4                          | 11,0                          | 7,2                           | 6,1                           | 7,3                           | 5,9                           | 89,9                          |
| Вологість повітря, %                       | 74                            | 71                            | 66                            | 63                            | 66                            | 70                            | 80                            | 78                            | 74                            | 72                            | 72                            | 73                            | 72                            |
| ------------------------------------------ | ----------------------------- | ----------------------------- | ----------------------------- | ----------------------------- | ----------------------------- | ----------------------------- | ----------------------------- | ----------------------------- | ----------------------------- | ----------------------------- | ----------------------------- | ----------------------------- | ----------------------------- |

## Адміністративний поділ

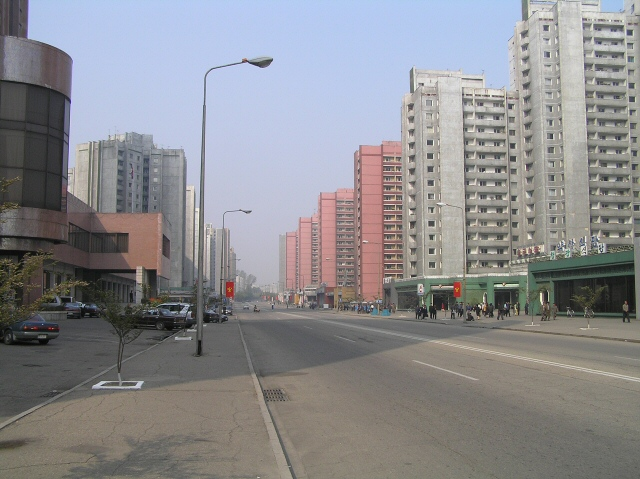
Вулиця Чанван (Пхеньян)

Пхеньян має статус міста центрального підпорядкування, що прирівнюється до \[\[провінції КНДР|провінції]] у адміністративно-територіальному устрої КНДР. Місто не входить до складу жодної провінції та підпорядковується безпосередньо центральному уряду.
Пхеньян поділяється на 18 адміністративних одиниць: 2 **повіти** (*кун*) та 16 **районів** (*куйок*), з яких більшість є переважно міськими, а деякі охоплюють сільські території та передмістя.

### Міські райони (куйок)
Основні міські райони включають:
- Чунг-гай (중구역) — адміністративний центр міста;
- Пхьонгчхон-гай (평천구역) — важливий промисловий район;
- Моранбон-гай (모란봉구역) — район, де розташована гора Моран і Палац Сонця Ким Ір Сена;
- Тонгдавон-гай (동대원구역) — густонаселений житловий район;
- Сосон-гай (서성구역), Мангьондегу-гай (만경대구역) — район, де народився Кім Ір Сен.

### Повіти (кун)
- Кансо-кун (강서군) — сільськогосподарський район, включає низку колективних господарств;
- Сунхан-кун (순환군) — переважно сільський, розташований на околицях міста.

Кожен район далі поділяється на менші одиниці: тон (міські квартали) або рі (сільські селища), залежно від характеру території.

## Економіка
Пхеньян є головним економічним центром КНДР, де зосереджені ключові промислові, наукові та адміністративні установи. Економіка міста жорстко централізована та перебуває під контролем Трудової партії Кореї.

### Промисловість
Промисловий сектор Пхеньяна включає:
- Машинобудування — випуск верстатів, устаткування для важкої промисловості, тракторів і транспортних засобів;
- Металургія — виробництво сталі та кольорових металів;
- Хімічна промисловість — виробництво добрив, синтетичних волокон та фармацевтики;
- Легка промисловість — текстиль, взуття та одяг;
- Харчова промисловість — переробка рису, борошна, консервування овочів, виробництво алкогольних напоїв, зокрема традиційного рисового вина.

У місті розташовані великі підприємства, зокрема Пхеньянський тракторний завод, Пхеньянський текстильний комбінат та Пхеньянський автомобільний завод «Сунгрі».

### Транспорт і логістика
Пхеньян — головний транспортний вузол країни. У місті зосереджені:
- залізничні вузли, які з’єднують його з іншими регіонами КНДР та з Китаєм;
- Пхеньянське метро — одна з небагатьох підземних транспортних систем країни;
- Міжнародний аеропорт Сунан — головні повітряні ворота країни, обслуговує переважно рейси Air Koryo.

### Особливі економічні зони
Поблизу Пхеньяна функціонують кілька експериментальних індустріальних зон. У місті зосереджені об'єкти, пов’язані з науковими дослідженнями та високими технологіями, наприклад, Науково-технічне містечко «Скляна риба».

### Торгівля та послуги
Через ізоляцію КНДР, зовнішня торгівля Пхеньяна обмежена й відбувається переважно з Китаєм та деякими іншими країнами. У місті працюють державні магазини, ринки та обмежена кількість об'єктів сфери послуг, доступних переважно еліті та іноземцям.
У рамках політики чучхе та сонгун економіка міста залишається плановою з жорстким контролем з боку держави, що суттєво обмежує її інтеграцію у світову систему.

## Роздрібна торгівля
У Пхеньяні розташовується кілька великих універмагів, у тому числі універсальний магазин «Потхонган», Пхеньянський універмаг №1, Пхеньянський універмаг №2, універмаг «Кванбок», універмаг «Рагвон» та Пхеньянський дитячий універмаг.
У місті також функціонує мережа державних магазинів «Хвангімболь», де товари продаються за цінами нижчими, ніж на сільськогосподарських ринках «чанмадан».

## Транспорт
Пхеньян є головним транспортним вузлом КНДР, який забезпечує сполучення між столицею та іншими регіонами країни. Міська та міжміська транспортна інфраструктура охоплює залізничний, автомобільний, повітряний та громадський транспорт. Уся система транспорту контролюється державою.

### Залізничний транспорт
Місто має розвинуту залізничну мережу з головним вокзалом — Пхеньянський залізничний вокзал, який з'єднує місто з великими промисловими центрами країни та із Китаєм через місто Сінийджу. Залізниці мають стратегічне значення та використовуються як для пасажирських, так і для вантажних перевезень.

### Метрополітен
Пхеньянське метро (кор. 평양지하철) — одна з небагатьох підземних транспортних систем у КНДР. Відкрите у 1973 році, воно має дві лінії — Чхолліма та Хьоксін, загальною довжиною близько 22 км. Станції оздоблені у стилі соцреалізму, з мозаїками, люстрами та статуями. Метро використовується як звичайними мешканцями, так і для урядових потреб, за припущеннями, воно має і глибоко захищені тунелі подвійного призначення.

### Наземний громадський транспорт
У місті діє кілька видів наземного транспорту:
- Трамваї — працюють з 1991 року; охоплюють кілька маршрутів, переважно в центральній частині міста;
- Тролейбуси — функціонують із 1962 року; є важливою частиною щоденного транспорту для пхеньянців;
- Автобуси — з'єднують віддалені райони столиці;
- Таксі — є в обмеженій кількості, переважно для партійної еліти, іноземців і гостей.

Всі види транспорту мають державну форму власності й працюють згідно з централізованим розкладом.

### Автомобільний транспорт
Дорожня мережа Пхеньяна включає широкі магістралі, зокрема проспект Кім Ір Сена та проспект Перемоги. Автомобільний трафік невеликий порівняно з іншими столицями світу, що пов’язано з обмеженим доступом населення до приватних автомобілів. На перехрестях можна побачити регулювальників руху замість світлофорів.

### Повітряний транспорт
У місті розташований Міжнародний аеропорт Сунан, що обслуговує обмежену кількість міжнародних рейсів, переважно до Китаю та Росії. Основна авіакомпанія — Air Koryo, державний перевізник КНДР.

## Туризм
З огляду на майже повну ізоляцію країни від решти світу туризм у Пхеньяні розвинений слабо. Більша частина туристів приїжджає з Китаю. Для отримання візи до КНДР необхідно подати заяву в офіційному дипломатичному чи туристичному представництві КНДР не раніше ніж за 20 днів до відправлення. В окремих випадках візу можна отримати на перехідному пункті на кордоні з КНДР. Туристичну візу, загалом, може отримати будь-який бажаючий, за винятком журналістів (вони мають подавати документи на спеціальну візу для журналістів), жителів США та Південної Кореї.
До 2013 року було заборонено ввезення в країну мобільних телефонів. У 2014 році цю заборону було знято.
З 2024 року російська молодіжна організація «Рух перших» відправляє невеликі групи людей до Пхеньяну, які бажають відвідати північнокорейський «Артек». Дев'ятого лютого до КНДР, для відвідування гірськолижного курорту, прибула туристична група зі 100 осіб.

## Визначні місця

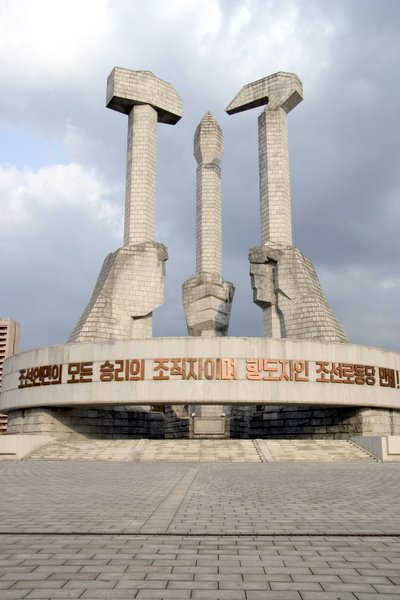
Монумент заснування Трудової партії Кореї. Серп символізує селян, молот — робітників, пензлик — трудову інтелігенцію.

Під час Корейської війни (1950–1953) місто сильно постраждало і згодом було практично повністю перебудоване. Нове планування передбачало ширші вулиці, велику кількість пам'ятників і монументальних споруд. Архітектура міста багато в чому нагадує архітектуру радянського типу.
Найвища будівля в місті — готель Рюген висотою 332 м (105 поверхів), загальна площа приміщень 360 тис. м². Будівництво цього готелю, почате в 1987 році і припинене в 1990-ті роки, з 2008 року триває за участю іноземних компаній.
15 квітня 1961 року, з нагоди 49-річчя Кім Ір Сена відкрито монумент «Чхолліма», за задумом скульпторів символізує волю народу до епохальних досягнень в області будівництва соціалізму, руху «темпами Чхолліма» до процвітання своєї Батьківщини. Висота монумента — 46 метрів, висота самої скульптури — 14 метрів. Коня осідлав робочий, що тримає в руках «Червоний лист» від Центрального Комітету Трудової партії Кореї, і селянка. Передні копита коня спрямовані в небо, а задніми як би відштовхується від хмар.
З нагоди 70-річчя Кім Ір Сена у квітні 1982 року було відкрито Тріумфальну арку. Висота воріт — 60 метрів, ширина 52,5 метра. Висота арки — 27 метрів, ширина — 18,6 метра. На воротах висічені слова «Пісня про полководця Кім Ір Сена» і дати «1925» і «1945», що позначають рік «вступу Кім Ір Сена на шлях відродження Батьківщини» та рік його «тріумфального повернення на Батьківщину» після її звільнення від японців (15 серпня 1945 року).
Також до 70-річчя Кім Ір Сена на березі річки Тедонган було відкрито Монумент ідеям Чучхе (висота 170 метрів). На лицьовій і тильній стороні монумента знаходяться золоті літери, складені у слово «Чучхе». На вершині стовпа — смолоскип, висотою 20 метрів, який символізує «велике і немеркнуче торжество ідей чучхе». У темний час доби за допомогою підсвічування імітується вогонь. Перед стовпом стоїть 30-метрова скульптурна група: робітник із молотом, селянка із серпом і інтелігент із пензлем. Перехрещені молот, серп і пензель є емблемою Трудової партії Кореї. На задній стороні постаменту в ніші знаходиться стіна, зібрана з більш ніж двохсот мармурових і гранітних плит, надісланих главами багатьох країн світу та відомими політичними діячами.
Одне з найвідоміших місць у Пхеньяні — площа імені Кім Ір Сена. Тут проводяться паради Корейської Народної Армії, демонстрації, масові гімнастичні і танцювальні вистави у дні державних свят.
У самому центрі Пхеньяну, на пагорбі Мансі (де раніше знаходилася Пхеньянська фортеця) розташований монументальний скульптурний ансамбль, так званий «Великий монумент», відомий насамперед 70-метровою скульптурою Кім Ір Сена, відкритою у квітні 1972 року з нагоди його шістдесятиріччя. Цікаво, що Кім Ір Сен вказує рукою «у світле завтра», на південь, у бік Сеула. За бронзовою статуєю знаходиться Музей Корейської Революції, відкритий у тому ж році, на стіні якого зображено величезне мозаїчне панно гори Пектусан. Його довжина 70 метрів, висота — близько 13. Панно символізує революційні традиції, так як на горі Пекту, розташованій на кордоні з Китаєм, за переказами, знаходилася Ставка командування, де в роки антияпонської боротьби жив і працював Кім Ір Сен.
У 2012 році «Великий монумент» зазнав капітальної перебудови. Пам'ятник Кім Ір Сена «переодягнули» з френч шинелі в костюм із краваткою і пальто, вираз обличчя зі спокійного змінили на усміхнене, з'явилися окуляри. Оновлений монумент уособлює постарілого Кім Ір Сена. По ліву руку від статуї Кім Ір Сена з'явився новий монумент трохи менше — пам'ятник його покійному синові Кім Чен Іру, який також життєрадісно усміхається. Урочисте відкриття відбулося 13 квітня 2012 року, напередодні дня народження Кім Ір Сена — одного з найважливіших свят в КНДР.
У Пхеньяні також розташовані кілька Веж безсмертя — обелісків, встановлених у пам'ять про Кім Ір Сена і Кім Чен Іра по всій Північній Кореї і за її межами. Монументи розташовуються на вулицях Кумсон, Синні, Сесаллим і Кванбок.
Інші відомі архітектурні пам'ятки Пхеньяна — монумент на честь заснування Трудової партії Кореї, Монумент «Визволення», побудований після Другої світової війни, і Арка Возз'єднання.

## Культура
Пхеньян є головним культурним центром КНДР, де зосереджено більшість державних культурних установ, академій, музеїв та художніх колективів.

### Театр і музика
У місті працюють кілька великих театрів:
- Великий театр Пхеньяна — головна театральна сцена країни, де проходять опери, балети та державні виступи;
- Театр Мансуде — відомий постановками «революційної опери»;
- Театр Моря Східного Сонця — сучасні музично-драматичні вистави, орієнтовані на молодь.

Пхеньян є центром формування офіційного музичного стилю — поєднання традиційної корейської музики та маршируючого стилю з ідеологічним змістом. Відомими колективами є Ансамбль Понхва, Оркестр Унхасу (офіційно розформований) і Державний симфонічний оркестр КНДР.

### Музеї та пам’ятки
Серед найвідоміших музеїв міста:
- Корейський музей революції — найбільший у КНДР, присвячений діяльності Кіма Ір Сена і революційній боротьбі;
- Військовий музей Перемоги у Вітчизняній визвольній війні — висвітлює Корейську війну з точки зору КНДР;
- Музей історії Кореї — охоплює історію від доісторичних часів до сьогодення.

Також у Пхеньяні розташовані численні монументи, зокрема:
- Монумент ідеї чучхе;
- Арка Возз'єднання;
- Монумент заснування ТПК.

## Освіта
Пхеньян є найбільшим науково-освітнім центром країни, тут знаходяться:
- Академія наук КНДР;
- Університет імені Кім Ір Сена;
- Політехнічний університет імені Кім Чхека;
- Інститут легкої промисловості імені Хан Док Су.

## Відомі уродженці
- Кім Йон Нам (1928) — державний та політичний діяч КНДР.
- Кан Чхольхван (1968) — корейський письменник та журналіст.
- Кім Чон Нам (1971—2017) — син Кім Чен Іра, швидше за все вбитий спецслужбами КНДР.

## Відомі жителі
- Кім Чен Ір (1941—2011)
- Кім Ір Сен (1912—1994)
- Кім Чен Ин (1983)

## Міста-побратими
Пхеньян має три міста-побратима:
- Непал, Катманду
- Індонезія, Джакарта
- Росія, Москва

## Галерея

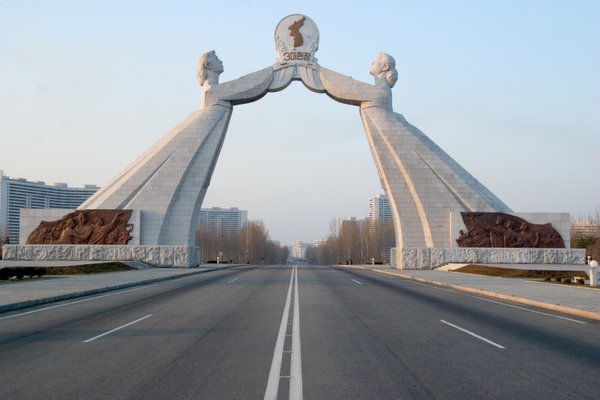
Арка Об'єднання Кореї
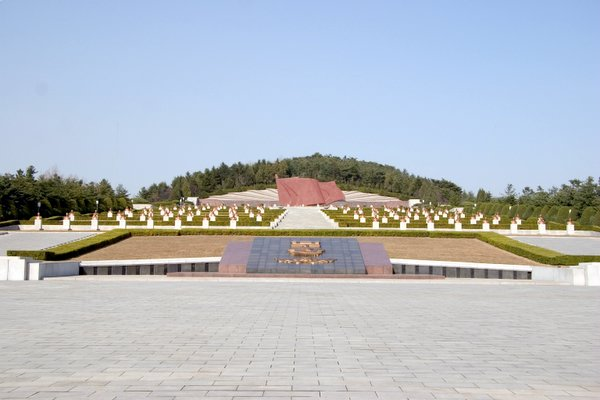
Меморіальне кладовище революціонерів на горі Тесон
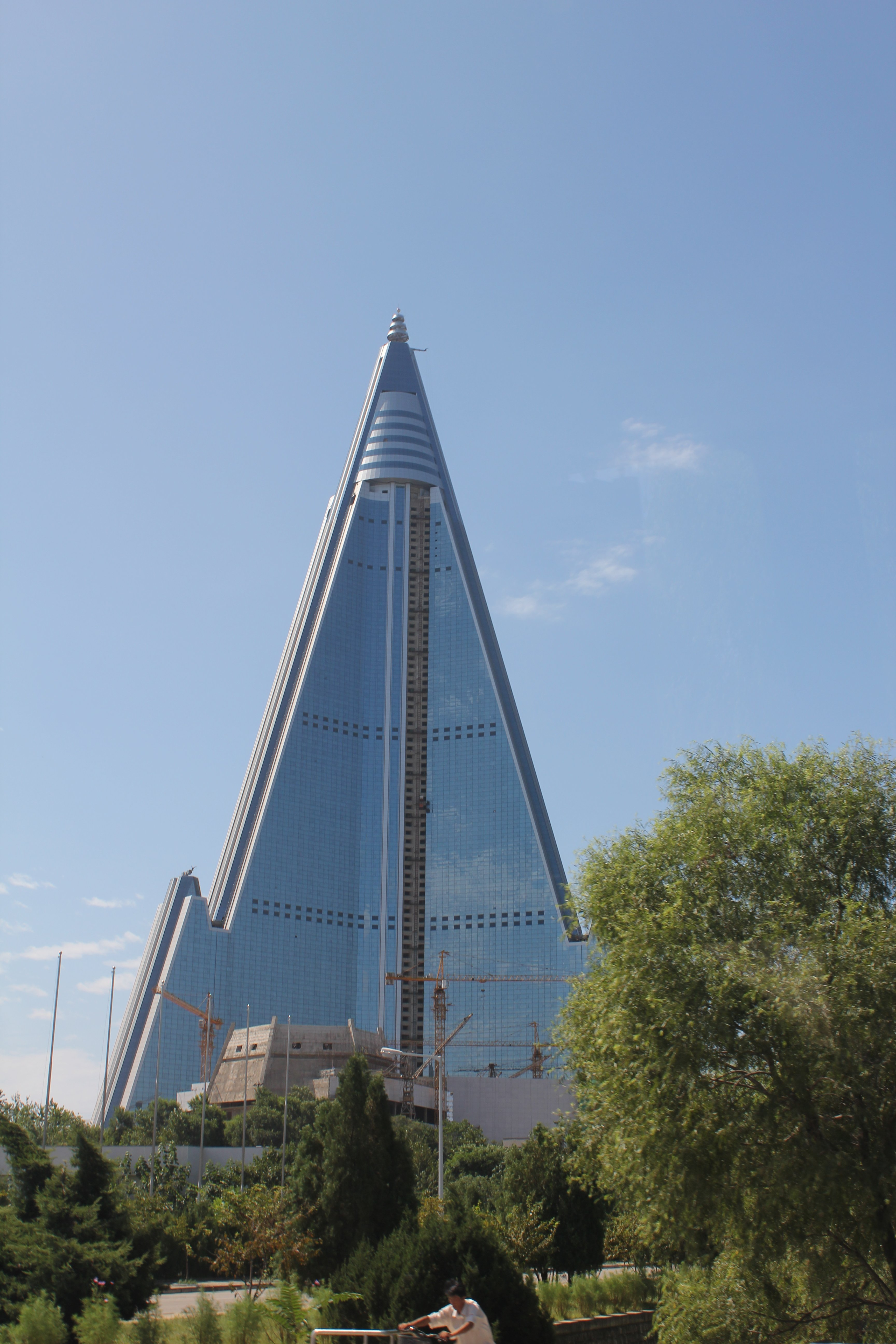
Готель «Рюгьон»
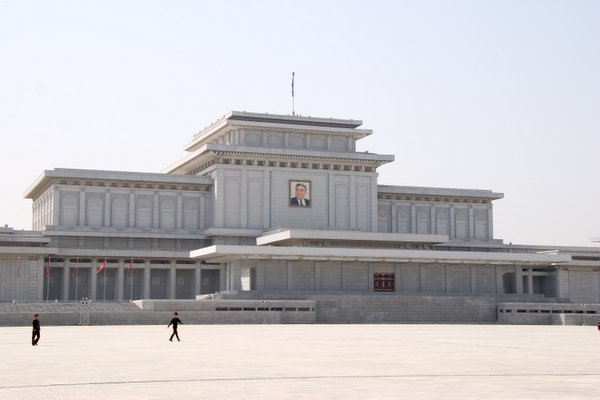
Кимсусанський меморіальний палац — мавзолей Кім Ір Сена та Кім Чен Іра
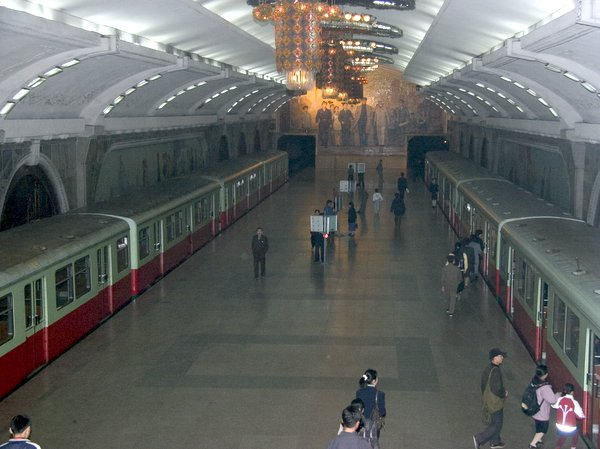
Станція метро «Пухин (Відродження)»
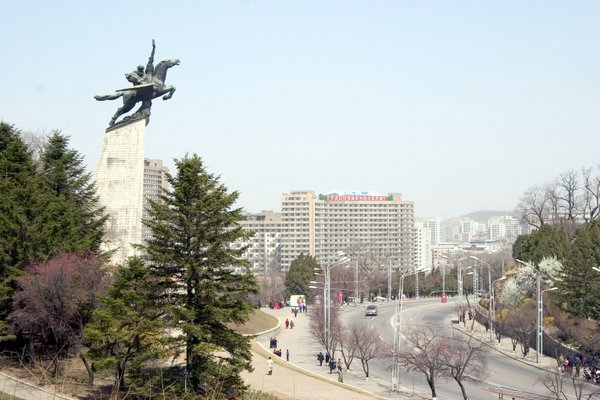
Монумент Чхолліма
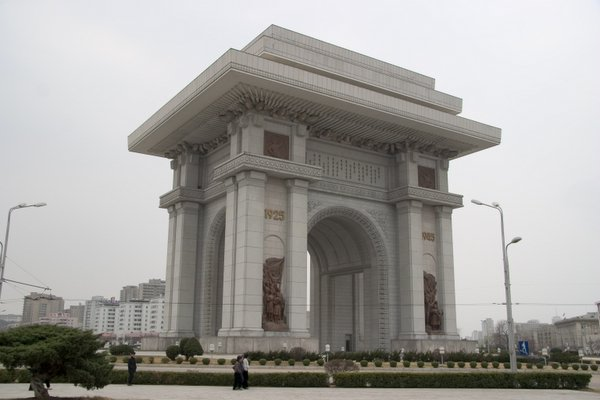
Тріумфальні ворота
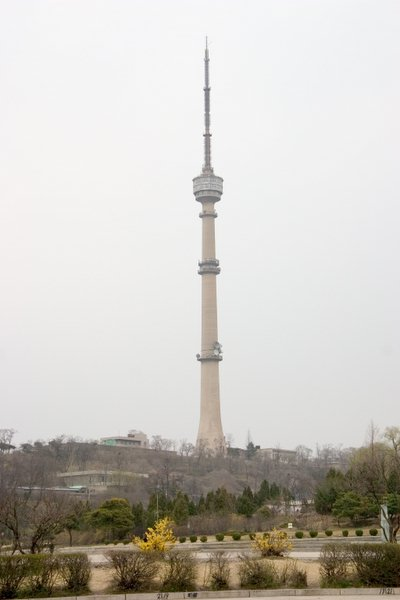
Пхеньянська телевежа
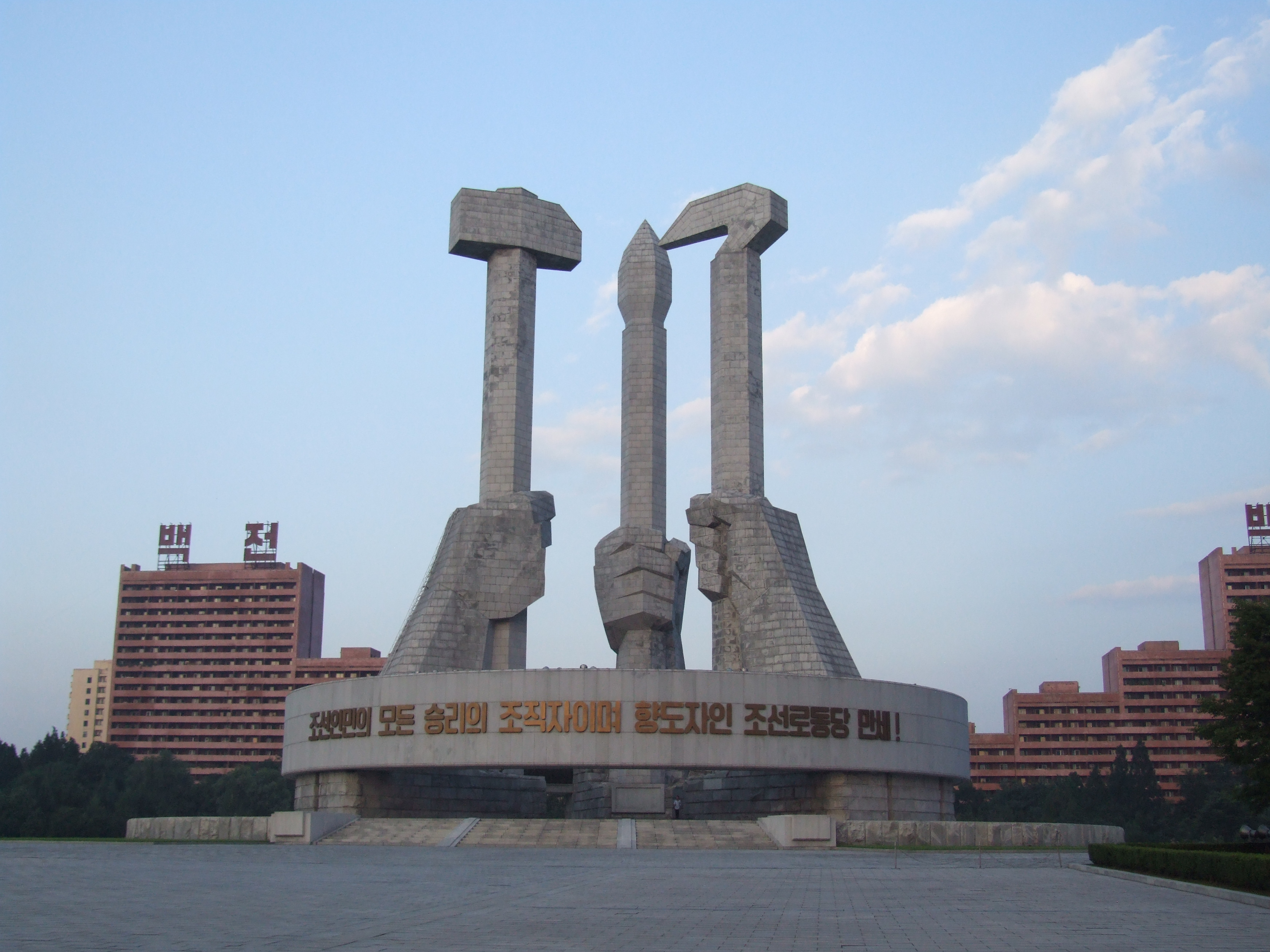
Монумент заснування Трудової партії Кореї
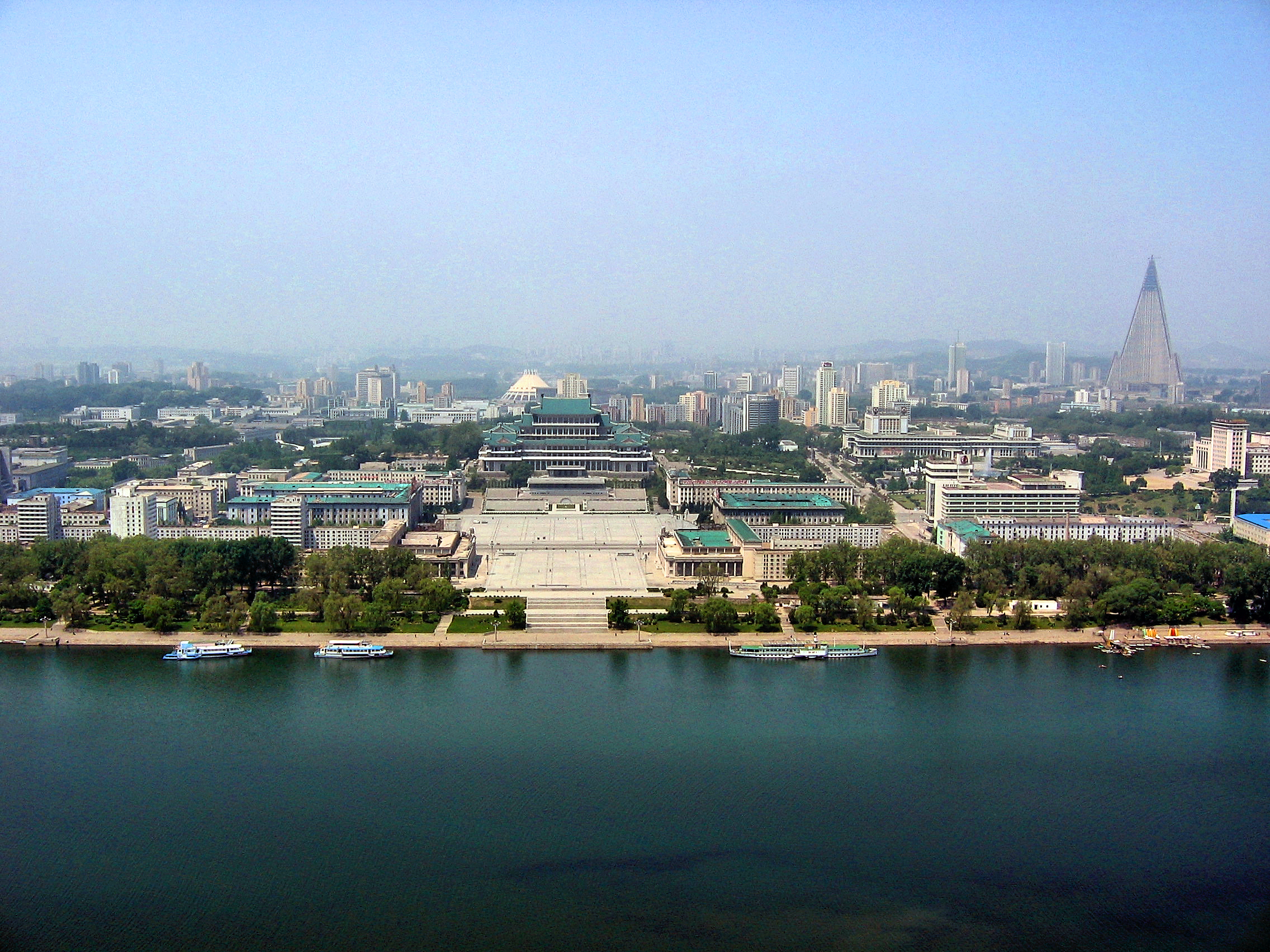
Панорама міста
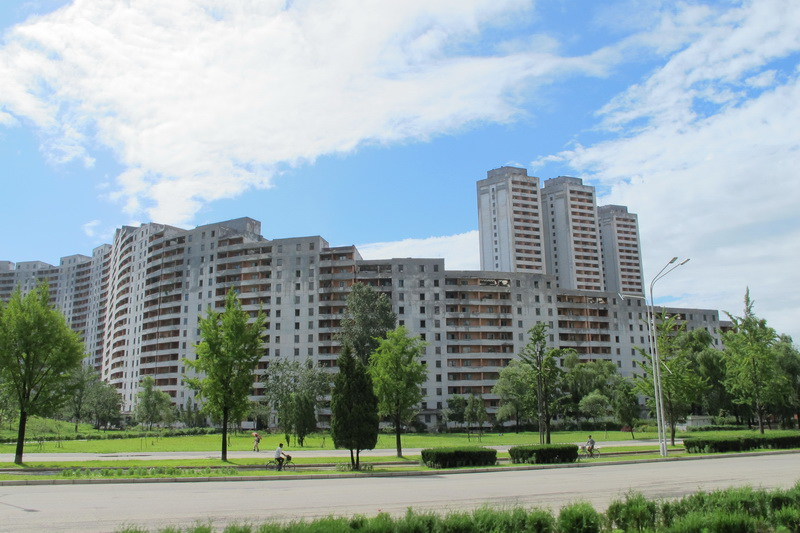
Житловий квартал Пхеньяна
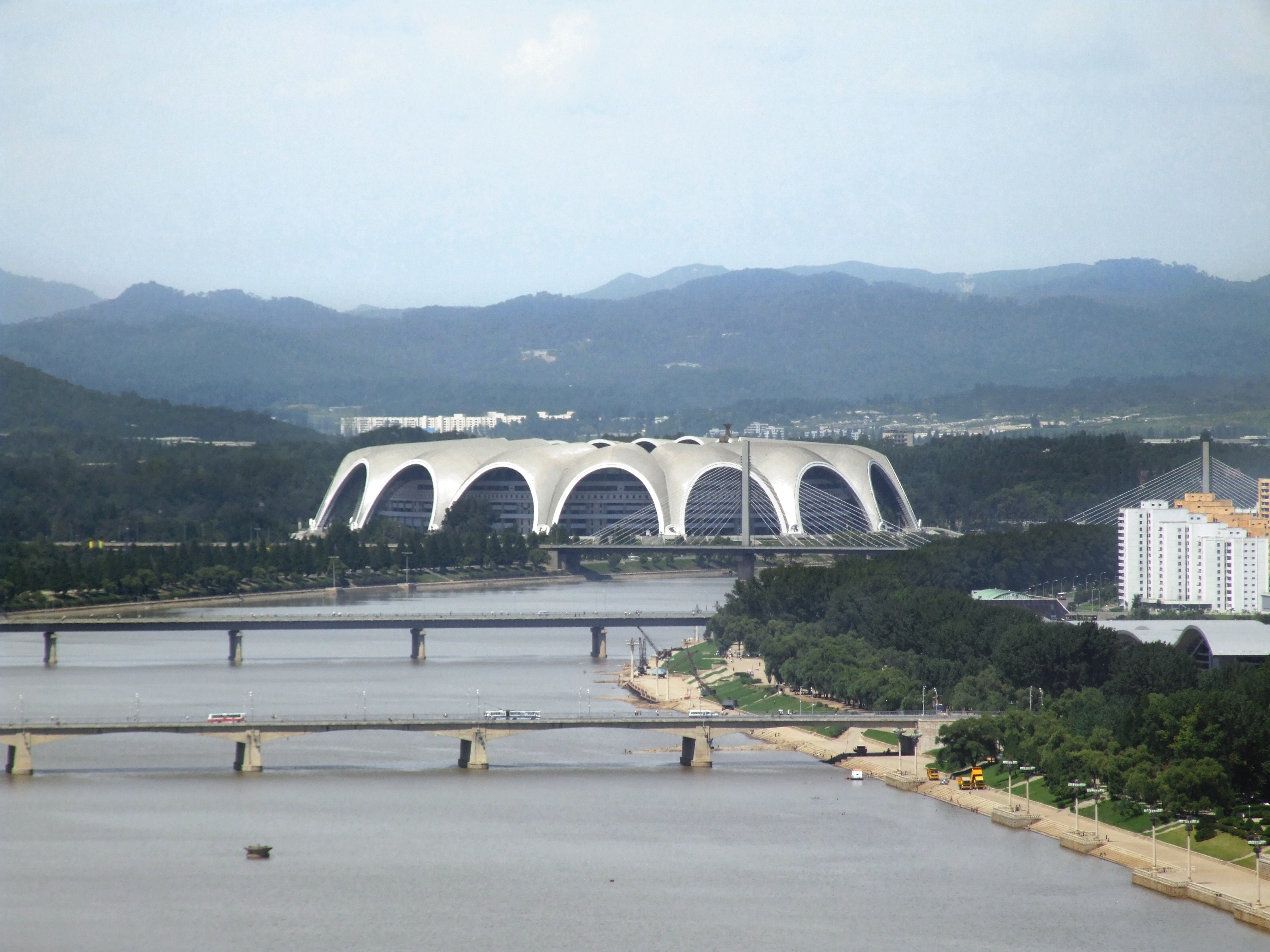
Стадіон Першого травня і річка Тедонган
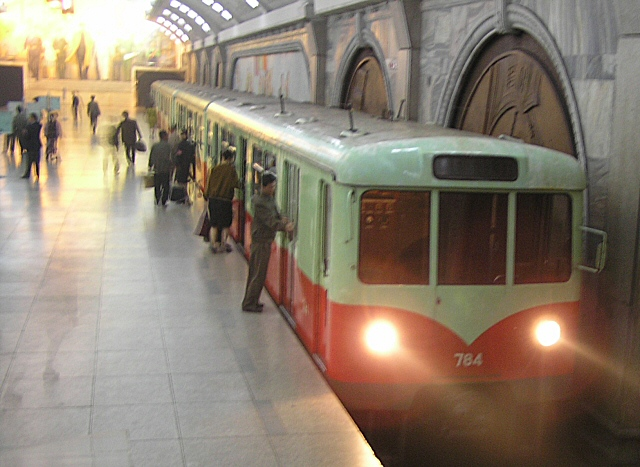
Пхеньянське метро
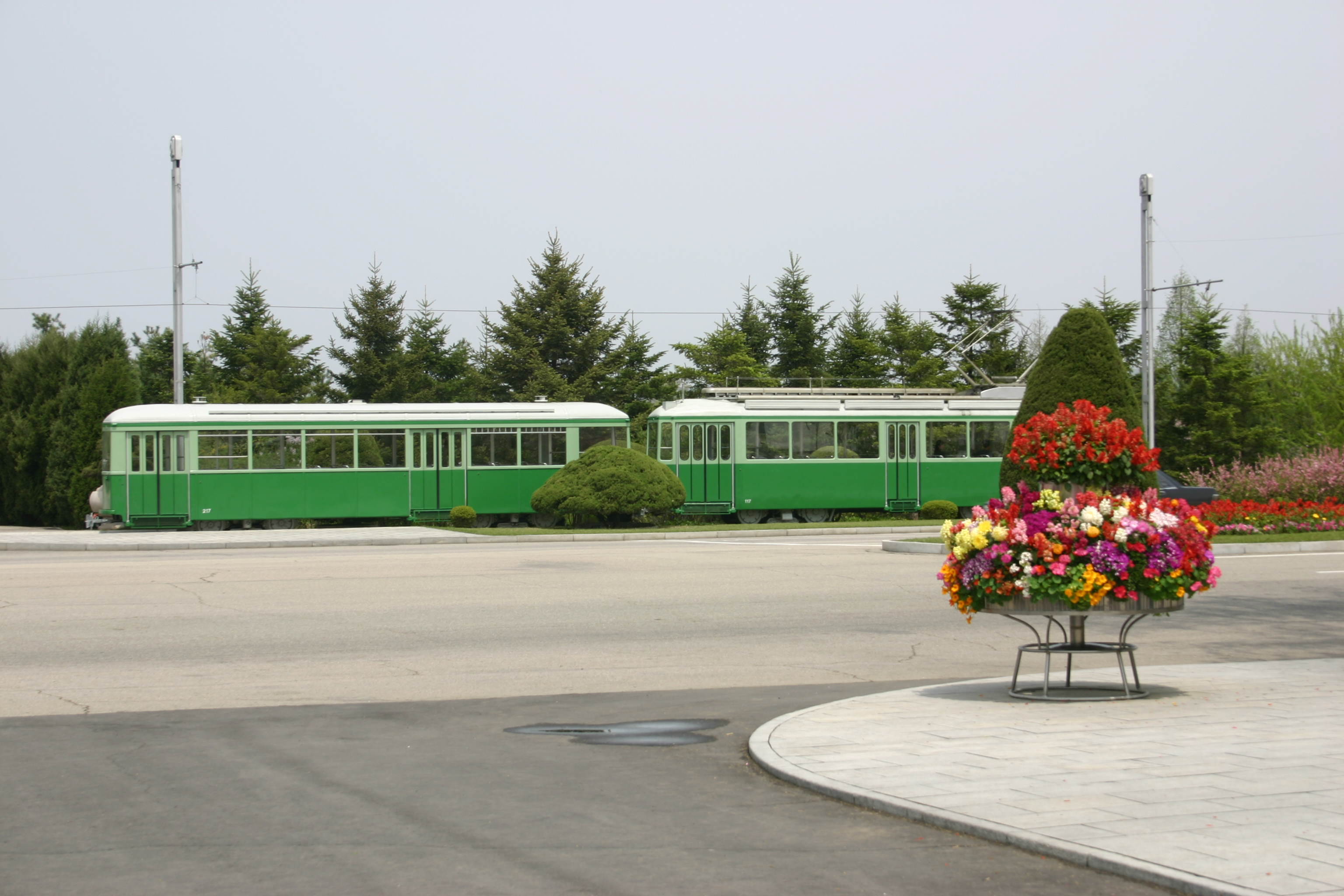
Пхеньянський трамвай